# Maggie Borg
Maggie Borg, malteška okoljevarstvenica  in aktivistka, * 14. januar 1952, Cospicua, † 3. avgust 2004.

## Življenjepis
Maggie je bila vzgajana v družini z desetimi otroci. Po končanem šolanju se je najprej zaposlila kot turistični vodič, kasneje pa je delala kot prodajalka. Nekaj časa je kot samozaposlena izdelovala in prodajala volnene puloverje, nato pa se je v celoti posvetila naravovarstveništvu. Delala je pri organizaciji Prijatelji Zemlje in Greenpeace Mediterranean Arhivirano 2019-12-05 na Wayback Machine.. Njeni glavni cilji so bili recikliranje in zelena energija ter varovanje narave v kmetijski krajini na Malti in v Sredozemlju. Delovala je skupaj z najbolj znanimi malteškimi okoljevarstveniki, med katerimi je bil tudi Julian Manduca.